# Howling V: The Rebirth
Aullidos 5: El regreso (Howling V: The Rebirth) es la cuarta de las secuelas del éxito del cine de terror Aullidos de Joe Dante. Se encuentra levemente basada en las novelas originales de Gary Brandner. Su rodaje tuvo lugar en Budapest (Hungría).

## Argumento
Después de haberse mantenido cerrado por espacio de 500 años, tras la matanza llevada a cabo contra la familia que lo habitó, un misterioso castillo húngaro abre sus puertas con la intención de atraer el turismo. Un grupo de personas de diferentes partes del mundo llegan al lugar; en la zona se narran historias sobre hombres lobo, y hay personas que comienzan a desaparecer...

## Reparto
- Philip Davis como El Conde.
- Victoria Catlin como Dr. Catherine Peake
- Elizabeth Shé como Marylou Summers.
- Ben Cole como David Gillespie.
- William Shockley como Richard Hamilton.
- Mark Sivertsen como Jonathan Lane.
- Stephanie Faulkner como Gail Cameron.
- Mary Stavin como Anna.
- Clive Turner como Ray Price.
- Nigel Triffitt como El Profesor.
- Jill Pearson como Eleanor.
- József Madaras como Peter.
- Renáta Szatler como Susan.

## Distribución
La película fue lanzada directamente en el mercado del vídeo en 1989. Fue distribuida después en 2 DVD como un 
lanzamiento junto con Howling VI: The Freaks en 2003 por Artisan Home Entertainment; en 2007 fue lanzada por 
Timeless Media Group.

## La serie Aullidos

### Novelas
- The Howling (1977)
- The Howling II (1979)
- The Howling III: Echoes

### Películas
- Aullidos (The Howling), de Joe Dante (1981)
- Aullidos 2: Stirba, la mujer lobo, de Philippe Mora (1985)
- Aullidos 3, de Philippe Mora (1987)
- Aullidos IV: Aldea maldita, de John Hough (1988)
- Aullidos 5: El regreso, de Neal Sundstrom
- Aullidos 6 (Howling VI: The Freaks), de Hope perello (1991)
- Howling: New Moon Rising, de Clive Turner (1995)
- The Howling: Reborn